# スダチ (企業)
株式会社スダチ（Sudachi Inc.）は、東京都渋谷区神宮前6丁目28番9号に本社を置く不登校支援事業などをおこなうベンチャー企業である。小川涼太郎によって2019年5月7日に設立。社名の「スダチ」の由来は鳥の「巣立ち」からきており、教育を通して巣から飛び立つ鳥のように誰もが社会という大空へ羽ばたけるようにという意味が込められている。

## 概要
スダチの創業者である小川涼太郎は1994年に徳島県で生まれた。2016年に関西大学経済学部を卒業したのち新卒でアビームコンサルティングに入社し、2019年に同社を退社して株式会社スダチを設立した。不登校児童に関わるボランティア活動をきっかけに2020年から不登校支援事業を開始した。
不登校などの教育課題の解決を支援する不登校支援事業を開始する。「逸高等学院（いちこうとうがくいん）」という名称にて事業スタートし、後に「不登校支援サポート スダチ」に変更している。「不登校者を3週間で解決するサービス」で注目され、過去に同社の支援を受けた小学1年生〜高校3年生の90％が再登校を実現している。
2020年7月のサービス開始から現在までで、累計800名再登校させている。
2020年10月よりYouTubeを開設しており「不登校解決TV【スダチ(旧逸高等学院)】」という名称で不登校で悩む家族に向け、不登校解決のための秘訣を紹介しており、登録者は4万人を超える。
2024年8月5日「板橋区と株式会社スダチが連携、不登校支援を強化 」とのプレスリリースを発表したが、2024年8月13日に板橋区がHPにて連携の事実を否定した。
以前より、下村博文衆議院議員が板橋区での支援をすすめたい旨の発言をしており（Youtube動画【教育立国推進協議会】第24回総会　1:17～参照）、間中しんぺい板橋区議と共に板橋区の学校における導入を検討していた模様。なお、板橋区と株式会社スダチの連携による不登校支援について、2024年8月15日に板橋区に対して複数のネットワーク団体、不登校支援団体、識者を起案者、賛同者として公開質問状が提出されている。

## メディア出演
- 2023年
  - 9月23日「クイズで迫る！社会課題解決に挑む起業家たち no LEGACY」TOKYO MX[13]
  - 10月12日「学校に行けない子供と親を支える、最先端「不登校テック」3選」Foebes Japan[14]
- 2024年
  - 4月9日「平均17日で再登校の支援サービス、不登校「見守る」風潮に革命か」Foebes Japan[15]
  - 5月2日「子どもや家庭 子どもの健やかな成長について国民全体で考える習慣」みんなでSDGs BSフジ
  - 5月5日「小中学生の不登校は約30万人に増加…　克服した小6女の子の道のり」スーパーJチャンネル テレビ朝日